# Zadarski blok
Zadarski blok je koalicija zadarskih političkih stranaka koje su donijele odluku o zajedničkom izlasku na izbore za Vijeća mjesnih odbora Grada Zadra 2018. godine s ciljem poboljšanja života u Gradu Zadru. Zadarski blok se sastoji od 6 političkih stranaka: Akcija mladih - AM, Moderna demokratska snaga - MODES, Hrvatsko socijalno-liberalna stranka - HSLS, Most nezavisnih lista - MOST, Naprijed Hrvatska! Progresivni savez - Naprijed Hrvatska!, Hrvatska seljačka stranka - HSS te nezavisne liste i pojedinci.

## Stranke u Zadarskom bloku
- Akcija mladih - zastupana po Ante Rubeša

- Moderna demokratska snaga - MODES - zastupana po Ante Periša

- Hrvatska socijalno-liberalna stranka - zastupana po Ivica Žuvela

- Most nezavisnih lista - zastupan po Tomislav Zelić

- Naprijed Hrvatska! – Progresivni savez - zastupan po Denis Bruketa

- Hrvatska seljačka stranka - zastupana po Marijan Maroja

- Nezavisni - Marko Pupić-Bakrač
- Nezavisni - Senad TokićZadarski blok na Narodni trg u Zadru

## Izbori za Vijeća mjesnih odbora GradaZadra
Prvi izbori na kojima se Zadarski blok pojavio su izbori za Vijeća mjesnih odbora Grada Zadra koji su se održali 09. prosinca 2018. godine. Na tim izborima predano je ukupno 21 lista za Mjesne odbore.
Predane su liste za sljedeće Mjesne odbore: Arbanasi, Bili Brig, Brodarica (Zadar), Crno (Zadar), Crvene Kuće, Diklo (Zadar), Gaženica, Jazine 1, Jazine 2, Maslina (Zadar), Novi Bokanjac, Plovanija, Poluotok (Zadar), Puntamika, Ričina (Zadar), Smiljevac (Zadar), Stanovi (Zadar), Vidikovac (Zadar) Višnjik (Zadar), Voštarnica, Zapuntel.
Na izborima je Zadarski blok osvojio 29 vijećničkih mandata.

## Formiranje Mjesnog odbora Poluotok
Nakon što je portal ZADAR News objavio kako drugi na listi Zadarskog bloka na izborima za mjesne odbore u naselju Poluotok, Donat Dobrović iz stranke MODES neće podržati svog nositeja liste, Franu Brajkovića, uslijedio je sastanak Zadarskog bloka nakon kojega je MODES izdao priopćenje u kojemu potvrđuju pisanje spomenutog portala. Dobrović je u svom priopćenju kazao kako MODES ne želi koalirati s SDP-om ni HDZ-om. Međutim, isti portal dan kasnije objavio je podatak kako je MODES na lokalnim izborima 2017. godine u općini Vrsi i gradu Ninu koalirao s SDP-om što je u suštoj suprotnosti s priopćenjem MODES-a. Tako je nakon 44 dana MODES i službeno prestao biti dio koalicije Zadarski blok, a prema najavama i neke druge političke stranke i pojedinci najavili su napuštanje Zadarskog bloka. Donat Dobrović na izborima koji su održani 7. siječnja 2018. godine odbio je glasati za Franu Brajkovića kao kandidata za predsjednika MO Poluotok. Ipak, sedam dana kasnije, glasao je za njega te je Frane Brajković postao predsjednik MO Poluotok iz drugog pokušaja.

## Vanjske poveznice
- https://zadarskiblok.info  Arhivirana inačica izvorne stranice od 19. prosinca 2018. (Wayback Machine) Službena stranica
- http://www.grad-zadar.hr/izbori-za-clanove-vijeca-mjesnih-odbora-grada-zadra-800/  Arhivirana inačica izvorne stranice od 19. prosinca 2018. (Wayback Machine)